# Abdallah Lamrani
Abdallah Lamrani (arab. ‏عبد الله العمراني‎, ur. w 1946 w Rabacie, zm. 14 kwietnia 2019) – marokański piłkarz grający na pozycji obrońcy.

## Kariera klubowa
Abdallah Lamrani podczas kariery piłkarskiej występował w klubie FAR Rabat.

## Kariera reprezentacyjna
W reprezentacji Maroka Abdallah Lamrani grał w latach sześćdziesiątych i siedemdziesiątych.
W 1969 roku uczestniczył w zakończonych sukcesem eliminacjach Mistrzostw Świata 1970.
W 1970 roku uczestniczył w Mistrzostwach Świata 1970.
Na Mundialu w Meksyku wystąpił w meczach Maroka z RFN i Peru.
W 1972 roku uczestniczył w Igrzyskach Olimpijskich w Monachium. Na Igrzyskach wystąpił w pięciu meczach Maroka, w tym przegranym 0-5 z Polską.
W 1972 i 1973 roku uczestniczył w eliminacjach Mistrzostw Świata 1974.